# Latino Malabranca Orsini

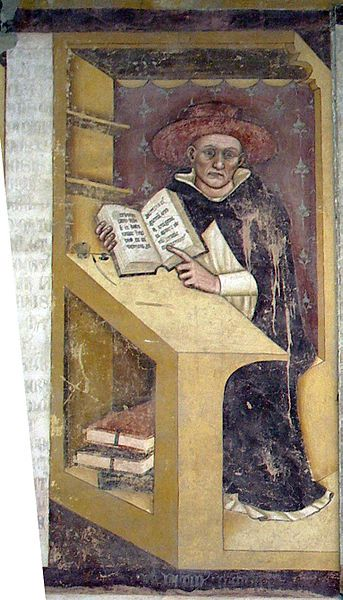
Kardinal Latino Malabranca Orsini (Fresko von Tommaso da Modena im Kapitelssaal bei der Kirche San Nicolò, Treviso ca. 1352)

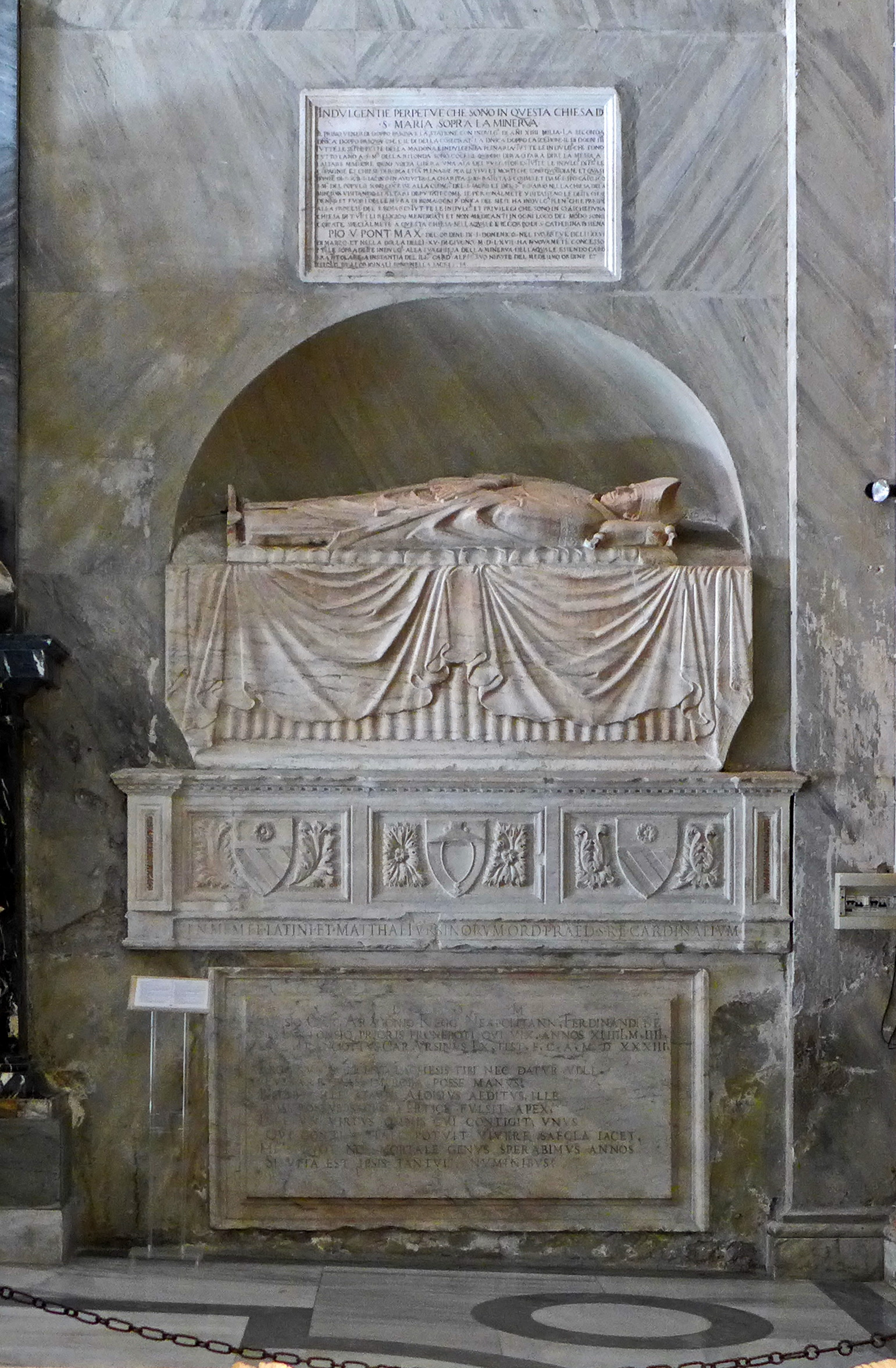
Grabmal des Kardinals in Santa Maria sopra Minerva (Rom)

Latino Malabranca Orsini OP (* um 1235 in Rom; † 10. August 1294 in Perugia) war ein römischer Adliger, italienischer Kardinal und Neffe von Papst Nikolaus III. Von 1278 bis zu seinem Tod war er Dekan des Kardinalskollegiums.

## Leben
Latino wurde als Sohn des römischen Senators Angelo Malabranca und der Mabilia Orsini, der Tochter von Matteo Rosso Orsini („Il Grande“) geboren. Mabilia war daher Schwester von Giovanni Gaetano Orsini, dem späteren Papst Nikolaus III., Kardinal Giordano Orsini († 1287) und acht weiteren Geschwistern.
Sein Onkel Giovanni Gaetano Orsini wurde von Papst Innozenz IV. am 28. Mai 1244 zum Kardinaldiakon von San Nicola in Carcere ernannt.
Latino studierte an der Universität von Paris und erlangte den Doctor in utroque iure und den Magister in Theologie. Er trat während der Regierungszeit von Papst Alexander IV. in den Dominikanerorden ein. Ob er zum Priester geweiht wurde, ist unbekannt.
Frater Latino wurde zum Lektor des studium conventuale im Kloster Santa Sabina in Rom ernannt. Später wurde er Prior des Klosters Santa Sabina. Thomas von Aquin war Moderator der Studien in Santa Sabina von 1265 bis 1267. Danach kehrte er nach Paris zurück. Danach wurde Latino definitor beim Provinzialkapitel in Orvieto. Unter Papst Urban IV. (1261–1264) wurde er, für einen Dominikaner nicht ungewöhnlich, Generalinquisitor. 1278 folgte er seinem Onkel als Leiter der Päpstlichen Inquisition. Dies blieb er bis zu seinem Tod.
Kardinal Giovanni Gaetano Orsini wurde in der Papstwahl am 25. November 1277 zum Papst Nikolaus III. gewählt. Sein Vorgänger Johannes XXI. starb, als die Decke des Zimmers, in dem er sich aufhielt, auf ihn fiel.
Am 12. März 1278 wurde Latino Malabranca Orsini OP von seinem Onkel zum Kardinalbischof von Ostia und Velletri ernannt, er war damit zugleich Kardinaldekan. Mit ihm wurden neun andere Kardinäle kreiert.
Papst Nikolaus III. starb am 22. August auf der Burg Sariano an einem plötzlichen Schlaganfall. Die Sedisvakanz dauerte aufgrund einer Pattsituation sechs Monate.
Simon de Brion, Kardinalpriester von Santa Cecilia wurde am 22. Februar 1281 zu Papst Martin IV. gewählt. Da die Lage nach Untersuchungen der Kardinäle Latino Malabranca und Godefridus von Alatri zu unsicher war, wurde der Papst von Kardinal Malabranca in Orvieto zum Bischof geweiht und zum Papst gekrönt.
Der Papst starb am 28. März 1285, ohne Rom betreten zu haben.
Giacomo Savelli, Kardinaldiakon von Santa Maria in Cosmedin, wurde nach vier Tagen am 2. April 1285 im ersten Wahlgang zu Papst Honorius IV. gewählt.
Am 20. Mai 1285 weihte Kardinal Latino Malabranca den neugewählten Papst zum Bischof.
Honorius IV. starb am Gründonnerstag, dem 3. April 1287, in Santa Sabina und wurde im Petersdom neben Nikolaus III. beigesetzt.
Girolamo Masci O.Min. wurde am 22. Februar 1288 im Papstpalast Santa Sabina auf dem Aventin zu Papst Nikolaus IV. gewählt.
Am 12. Juni 1288 gewährte der Papst Malabranca die Einkünfte der Stadt und der Region Segni auf Lebensdauer.
Papst Nikolaus IV. starb am Ostersonntag, dem 4. April 1292, im Patriarchenhaus bei Santa Maria Maggiore im fünften Jahr seiner Regierung. Die Sedisvakanz dauerte zwei Jahre, drei Monate und zwei Tage.
Am Montag, dem 5. Juli 1294, wurde Pietro del Morrone zum Papst Coelestin V. gewählt. Malabranca, der Pietro del Morrone laut der Historia ecclesiastica nova von Tolomeo da Lucca bereits vorher freundschaftlich verbunden war, hatte entscheidenden Anteil an der Wahl des neuen Papstes. Dieser trat wenige Monate später von seinem Papstamt zurück.
Kardinal Malabranca starb am 9. August 1294, kurz nach der Wahl Coelestins V. Er wurde in der Kirche Santa Maria sopra Minerva in Rom beigesetzt. 1630 übertrug der Generalminister des Dominikanerordens seine Gebeine von der Sakristei an den Hochaltar.

## Musik
Manchmal wird das Dies irae, ein Lateinischer Hymnus aus dem 13. Jahrhundert, der das Jüngste Gericht beschreibt und in der römischen Liturgie im Requiem verwendet wird, Malabranca zugeschrieben.